# Алексєєвка (Лузький район)
Алексєєвка (рос. Алексеевка) — присілок у Лузькому районі Ленінградської області Російської Федерації.
Населення становить 6 осіб. Належить до муніципального утворення Серебрянське сільське поселення.

## Історія
Згідно із законом від 28 вересня 2004 року № 65-оз належить до муніципального утворення Серебрянське сільське поселення.

## Населення
| 1997 | 2007 | 2010 |
| ---- | ---- | ---- |
| 10   | ↘8   | ↘6   |